# Carfin
Carfin est un village situé dans le North Lanarkshire, en Écosse.
On y trouve un sanctuaire de l’Église catholique, connu sous le nom de grotte de Carfin, que la Conférence des évêques d’Écosse reconnaît comme sanctuaire national.